# Impost

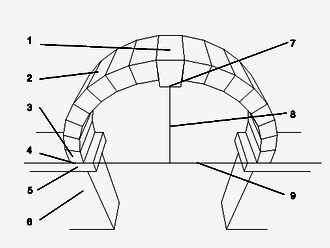
5 : impost

Impost, nasadnik – w architekturze, element w formie płyty lub bloku, stanowiący przejście między głowicą podpory a dźwiganym przez nią elementem (np. łukiem arkady). Impost mógł przybrać formę głowicy i podpora w efekcie otrzymywała podwójną głowicę (tzn. na jedną głowicę nasadzona była druga, zwana nasadnikową).
Impost znany był od starożytnego Rzymu, popularny w architekturze bizantyjskiej, rozpowszechniony w czasach renesansu, baroku i klasycyzmu.